# Josef Emanuel Fischer
Josef Emanuel Fischer šlechtic von Röslerstamm (19. února 1787, Rumburk, Habsburská monarchie – 17. března 1866, Vídeň, Rakouské císařství) byl rakouský průmyslník a entomolog – lepidopterolog, jeden ze zakladatelů systematického třídění motýlů.

## Život
Josef Emanuel Fischer se narodil 19. února 1787 v severočeském Rumburku v rodině, která v tomto kraji založila tradici nožířského průmyslu. Fischer nejprve pomáhal v obchodě svého strýce Ignaze Röslera (1765–1837), později spolu s ním založil továrnu na jemné ocelové zboží v tehdejším Nixdorfu (Mikulášovicích), kde působil jako ředitel. Zároveň se však zabýval lepidopterologickými výzkumy. 7. dubna 1819 byl spolu se svým strýcem povýšen do šlechtického stavu s přídomkem "Edler von". V roce 1837 přesídlil Fischer do Vídně a věnoval se zde svým entomologickým zájmům. Josef Emanuel Fischer zemřel ve Vídni 17. března 1866.

## Dílo
Již za svého působení v Severních Čechách vybudoval Fischer rozsáhlou sbírku motýlů. Velmi úzce spolupracoval s jiným severočeským rodákem, entomologem Josefem Johannem Mannem (1804–1889), který v letech 1829–1837 zkoumal motýly v Mikulášovicích a v oblasti Zákup. Mann pak posílal sbírkový materiál Fischerovi k determinaci. Kromě velkých motýlů byl Fischer jedním z prvních sběratelů, kteří se zajímali také o dosud málo zpracované druhy malých motýlů, tzv. Microlepidoptera. Tyto údaje potom využil i Otakar Nickerl ve svých "Seznamech českých motýlů".
- Fischer von Röslerstamm, Josef Emanuel. Abbildungen zur Berichtigung und Ergänzung der Schmetterlingskunde, besonders der Microlepidopterologie als Supplement zu Treitschke's und Hübner's europaeischen Schmetterlingen, mit erläuterndem Text. Leipzig, 1834–1842.